# Émilie de Fontaine
Émilie de Fontaine, née en 1802, est un personnage de La Comédie humaine d'Honoré de Balzac. Elle a vingt-deux ans en 1824-1825 dans Le Bal de Sceaux, où elle apparaît pour la première fois. On apprend qu'elle est entrée dans le monde à l'âge de quatorze ans, au moment du célèbre bal de César Birotteau.
Son père est issu d'une des plus anciennes familles du Poitou, ce dont elle tire grande fierté. Aussi refuse-t-elle d'épouser quiconque ne sera pas pair de France et joli garçon. Cette décision lui fait rater de très beaux mariages et surtout un mariage d'amour avec Maximilien de Longueville, jeune homme secret et dévoué à sa famille. Ce garçon, rencontré au bal de Sceaux, se tient fort discrètement à l'écart et veille sur une jeune fille fragile, sa sœur. Émilie le remarque aussitôt et l'attire au château de Fontaine. Mais Maximilien ne donne aucune indication sur ses origines. Il s'appelle d'ailleurs seulement « Longueville » et il ne porte pas de particule.
Émilie, très amoureuse de lui est cependant  prête à l'épouser. Mais une enquête de son père finit par découvrir que ce discret jeune homme est marchand drapier dans une boutique du quartier du Sentier.

« Rue du Sentier, no 5, dit monsieur de Fontaine en cherchant à se rappeler parmi tous les renseignements qu'il avait obtenus celui qui pouvait concerner le jeune inconnu. Que diable cela signifie-t-il ? Messieurs Palma, Werbrust et compagnie dont le principal commerce est celui des mousselines, calicots et toiles peintes en gros demeurent là. Bon, j'y suis ! Longueville, le député, a un intérêt dans leur maison. Oui, mais je ne connais à Longueville qu'un fils de trente-deux ans, qui ne ressemble pas du tout au nôtre et auquel il donne cinquante mille livres de rente en mariage afin de lui faire épouser la fille d'un ministre, il a envie d'être fait pair tout comme un autre. Jamais je ne lui ai entendu parler de ce Maximilien. A-t-il une fille ? Qu'est-ce que cette Clara ? Au surplus, permis à plus d'un intrigant de s'appeler Longueville. Mais la maison Palma, Werbrust et compagnie n'est-elle pas à moitié ruinée par une spéculation au Mexique ou aux Indes ? J'éclaircirai tout cela. »

Dépitée, Émilie épouse le vieux comte de Kergarouët, en 1827, dans Le Bal de Sceaux. En 1829, dans Le Père Goriot, elle est au bal de la vicomtesse de Beauséant, elle est citée parmi les femmes les plus élégantes de Paris. Peu généreuse, elle refuse d'aider sa parente, la vicomtesse de Portenduère dans Ursule Mirouët.
En 1836, dans Béatrix, elle épouse Charles de Vandenesse. À cette époque, dans Une fille d'Ève,  Béatrix de Rochefide fait la comparaison entre Émilie et sa belle-sœur, Marie-Angélique de Vandenesse. Comparaison tout à l'avantage de Marie-Angélique qu'Émilie hait et qu'elle cherche à perdre, sans y parvenir.